# Jermain Defoe
Jermain Colin Defoe, född 7 oktober 1982 i Beckton i London, är en engelsk före detta fotbollsspelare. Han har rötter i Karibien, närmare bestämt S:t Lucia och Dominica. 
Den 19 november 2016 gjorde Defoe sitt 150:e Premier League-mål och blev då den tionde meste målskytten i Premier Leagues historia.

## Karriär
Defoe började sin karriär i Charlton Athletic, men blev kontrakterad av West Ham United 1999 utan att ha spelat en enda match för Charlton. 2003 betalade Premier Leagueklubben Tottenham Hotspur £7 000 000 för Defoe men innan han lämnade West Ham för Tottenham, var han utlånad till League One-klubben AFC Bournemouth där han satte rekord i och med att han hamnade i målprotokollet 10 matcher i rad. Defoes första mål för Tottenham kom i hemmamatchen mot Portsmouth på White Hart Lane under säsongen 2003/2004 och han gjorde ytterligare 6 mål den säsongen.
Säsongen 2004/2005 gjorde han 13 mål på 28 matcher i Premier League samt 9 mål på 7 matcher i cupsammanhang (FA-cupen och Engelska ligacupen). Säsongen 2005/2006 har däremot inte inneburit lika många matcher från start då konkurrensen med Robbie Keane i bra form har varit stor. 31 januari 2008 gick Defoe till Portsmouth FC där han gjorde mål i sin debut mot Chelsea FC
Defoe har gjort en rad landskamper för England och gjorde ett matchavgörande mål i sin första match från start, mot Polen den 8 september 2004 i en match som England vann med 2–1. Jermaine Defoe har numera en given plats i landslagstruppen.
Januarifönstret 2009 köptes han av Harry Redknapp, som hade tagit över Tottenham efter Juande Ramos, tillbaks till Tottenham. När han gjorde comeback på White Hart Lane så kvitterade han för Tottenham mot just Portsmouth. Matchen slutade 1–1.
I den förkrossande 9–1-segern mot Wigan på White Hart Lane 22/11 2009 tangerade Defoe Premier League-rekordet för antal gjorda mål av en spelare i en enda match då han stod för prestationen att göra fem mål, samtliga fem i den andra halvleken. Detta rekord delar han nu med de forna målkungarna Andy Cole, Alan Shearer, Dimitar Berbatov och Sergio Agüero. Säsongen 11/12 fick Defoe i stort sett agera inhoppare under hela säsongen och startade bara 9 matcher men gjorde ändå 11 mål vilket var Premier Leagues bästa målsnitt. Säsongen 12/13 startade han lagets alla 10 första matcher och gjorde 5 mål på dessa.
Den 6 januari 2019 lånades Defoe ut till skotska Rangers på ett 1,5-årigt låneavtal. Inför säsongen 2020/2021 värvades Defoe sedan av Rangers, där han skrev på ett ettårskontrakt. Den 8 juni 2021 förlängde Defoe sitt kontrakt i klubben med ett år. Den 12 januari 2022 lämnade han klubben.
Den 31 januari 2022 blev Defoe klar för en återkomst i Sunderland, där han skrev på ett kontrakt över resten av säsongen 2021/2022. Den 24 mars 2022 meddelade Defoe att han avslutar spelarkarriären.

## Personligt
Jermain Defoe är vegan. Defoes kusin Anthony Edgar är fotbollsspelare och har bland annat spelat för West Ham.